# Harry Barkema
Harm Geert (Harry) Barkema (Groningen, 1957) is een Nederlands bedrijfskundige en hoogleraar innovatiemanagement aan de Erasmus Universiteit Rotterdam.
Barkema studeerde vanaf 1975 psychologie, filosofie en sociale geografie aan de Rijksuniversiteit Groningen en studeerde hier in 1981 af in de sociale geografie. In 1988 promoveerde hij in Groningen bij Piet Moerland en Sytse W. Douma op het proefschrift "Variations in ownership structure, managerial pay packages and managerial effort across firms and industries".
In 1982 begint hij als wetenschappelijk medewerker aan de Interfaculteit Bedrijfskunde van de Rijksuniversiteit Groningen. In 1989 krijgt hij een aanstelling als hoogleraar Strategie en Internationaal Management aan de faculteit Economie en Bedrijfskunde van de Universiteit van Tilburg. Vanaf 2007 is hij hoogleraar Innovatiemanagement aan de RSM Erasmus Universiteit in Rotterdam. Hierbij is hij tevens directeur van het Innovation-Cocreation Lab (ICCL), dat met allerlei betrokkenen nieuwe strategieën en organisatiemodellen ontwikkelen, die productinnovatie en nieuwe bedrijfsmodellen faciliteren.

## Publicaties
- 1984. A policy-oriented model for residential location based on cost and welfare criteria Met Lars Lundqvist. H.G. Barkema
- 1985. Toevoegen van waarde : ontwikkelingen in theorie en praktijk. Met Piet Moerland (red.). Deventer : Kluwer.
- 1988. Variations in ownership structure, managerial pay packages and managerial effort across firms and industries. Proefschrift Groningen.
- 1989. An empirical test of Holström's principal-agent model that takes tax and signalling hypotheses explicitly into account Tilburg : Tilburg University, Department of Economics
- 1992. Analyse van een fusie : strategische, financieel-economische en juridische aspecten van de fusie tussen Nationale-Nederlanden en de NMB Postbank Groep. Met Sytse W. Douma. Schoonhoven : Academic Service, Economie en Bedrijfskunde